# Джо Байден
Джо́зеф Робіне́тт Ба́йден-моло́дший, відоміший як Джо Ба́йден (англ. Joseph «Joe» Robinette Biden Jr.; нар. 20 листопада 1942, Скрентон, штат Пенсільванія, США) — американський політик і державний діяч. 46-й Президент США з 20 січня 2021 до 20 січня 2025 року. Віцепрезидент США (2009—2017), член Сенату США від штату Делавер (1973—2009). Член Демократичної партії. Доктор права (1968).
Народився в штаті Пенсильванія у католицькій родині Байденів, в 1953 році його сім'я переїхала в штат Делавер. Закінчив Делаверський університет, де отримав ступінь бакалавра політології (1965), а в 1968 році закінчив Сіракузький університет, де став доктором права (PhD) (в 2017—2019 роках Байден працював викладачем дипломатії в Пенсильванському університеті). Політичну кар'єру почав в 1970 році, коли балотувався і переміг до ради округу Ньюкасл (штат Делавер).
У 1973—2009 роках був сенатором від штату Делавер, де став одним з наймолодших сенаторів США, обійнявши цю посаду в тридцятилітньому віці. Сім разів підряд переобирався в Сенат США від Делаверу (1972, 1978, 1984, 1990, 1996, 2002, 2008). У 1987—1995 роках очолював юридичний комітет Сенату, а у 2001—2003 і 2007—2009 роках — комітет з міжнародних відносин. Був автором резолюції Сенату про початок військової операції в Югославії 1999 року.
Байден двічі (в 1988 і 2008 роках) невдало намагався отримати номінацію у Президенти через праймеріз демократів: обидва рази він не зумів здобути номінацію. 2008 року став кандидатом на Віцепрезидента США разом із висуванцем на посаду Президента Бараком Обамою; Обама і Байден виграли вибори 2008 року та вибори 2012 року. Байден обіймав посаду Віцепрезидента США у 2009—2017 роках. На цій посаді брав участь у координації зовнішньої політики США, зокрема, українського питання у 2014—2016 роках. Нагороджений Президентською медаллю Свободи (2017).
Байден вирішив не балотуватися на пост президента на виборах 2016 року й підтримав кандидатку від Демократичної партії Гілларі Клінтон, яка зрештою програла вибори кандидатові від Республіканської партії Дональду Трампу. Натомість Байден узяв участь у президентських перегонах 2020 року: він успішно здобув номінацію від Демократичної партії та став опонентом Трампа на загальних президентських виборах. Байден здобув перемогу, ставши першим за майже 30 років кандидатом, який переміг на виборах чинного президента. Він також став найстарішим президентом в історії США. Людина року за версією журналу Time (2020).
На самому початку президентства Байден підписав низку указів, якими скасував найпринциповіші рішення попередника. Зокрема, розпорядився повернути США до Паризької кліматичної угоди 2015 року, скасував заборону на в'їзд до США для громадян деяких країн із мусульманським населенням, зупинив будівництво прикордонної стіни на кордоні з Мексикою, скасував будівництво нафтопроводу Keystone XL. Після вторгнення Росії в Україну 2022 року ухвалив рішення знову ввести санкції проти «Північного потоку-2», а в травні 2022 підписав Закон про ленд-ліз для допомоги Україні. Збільшив податки та підтримав середній клас, підписав найбільший в історії США пакет по захисту від зміну клімату, законодавчо підтримав зрівняння прав ЛГБТК+ людей та встановив заборону на торгівлю напівпровідниками з Росією та Китаєм.
25 квітня 2023 року оголосив про висунення своєї кандидатури на другий термін на президентських виборах-2024. 21 липня 2024 року Байден знявся з перегонів на фоні критики до його віку та когнітивних здібностей після невдалих дебатів з конкурентом Дональдом Трампом та підтримав віцепрезидентку Камалу Гарріс як кандидатуру від демократів на виборах Президента. На виборах Гарріс програла, вдруге з 2016 року переміг республіканець Дональд Трамп.

## Життєпис

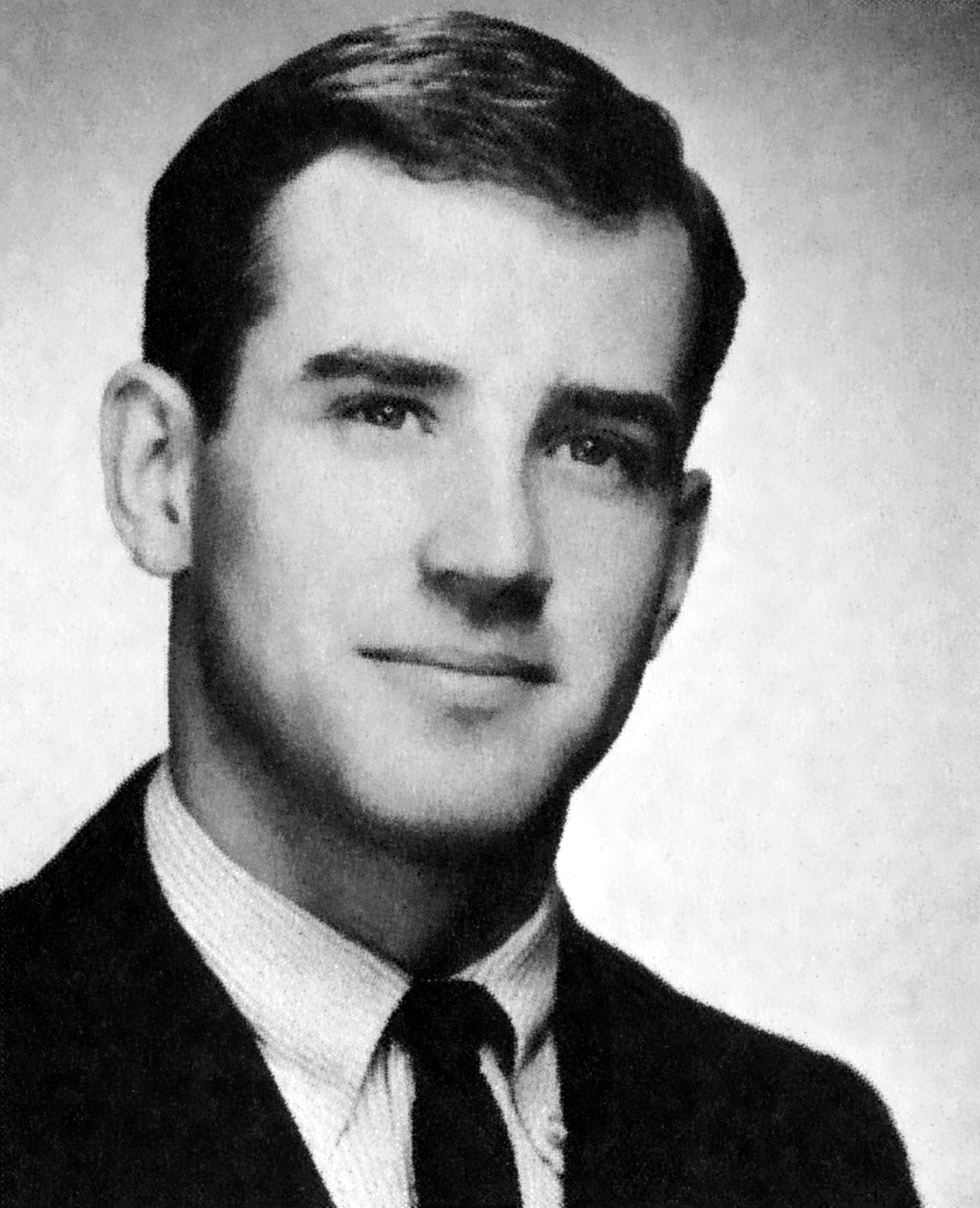
Байден 1965 року

Народився 20 листопада 1942 року в Скрентоні, Пенсільванія, у католицькій родині вихідців з Ірландії. Його батька звали Джозеф Робінетт Байден-старший (англ. Joseph Robinette Biden senior), а матір — Катрін Євгенія «Джин» Фіннеґан (англ. Catherine Eugenia «Jean» Finnegan). Джозеф був старшою дитиною в сім'ї. Один з його дідів був сенатором від штату Пенсильванія. Коли Джозефові було 10 років, його сім'я переїхала в Клеймонт, штат Делавер, де батько Байдена продавав автомобілі.
1961 року закінчив католицьку підготовчу школу англ. «Archmere Academy», де захоплювався спортом, грав у американський футбол. Вищу освіту здобув в Університеті Делавера в Ньюарку, де вивчав історію і політичні науки.
Після закінчення університету 1965 року вирішив почати кар'єру юриста, вступив до юридичного коледжу Сірак'юс у Нью-Йорку, який закінчив 1968 року зі ступенем доктора правознавства. З молодих років Байден страждає на заїкання, однак зумів частково його подолати. Крім того, через астму він був змушений кинути гру у футбол і з цієї ж причини не відправився воювати до В'єтнаму.
1969 року Байден вступив до адвокатської колегії Делавера та працював у Вілмінгтоні, де згодом заснував власну адвокатську фірму. 1970 року успішно балотувався в окружну раду округу Ньюкасл у штаті Делавер і був її членом із 1970 до 1972 року.

### Сенатор

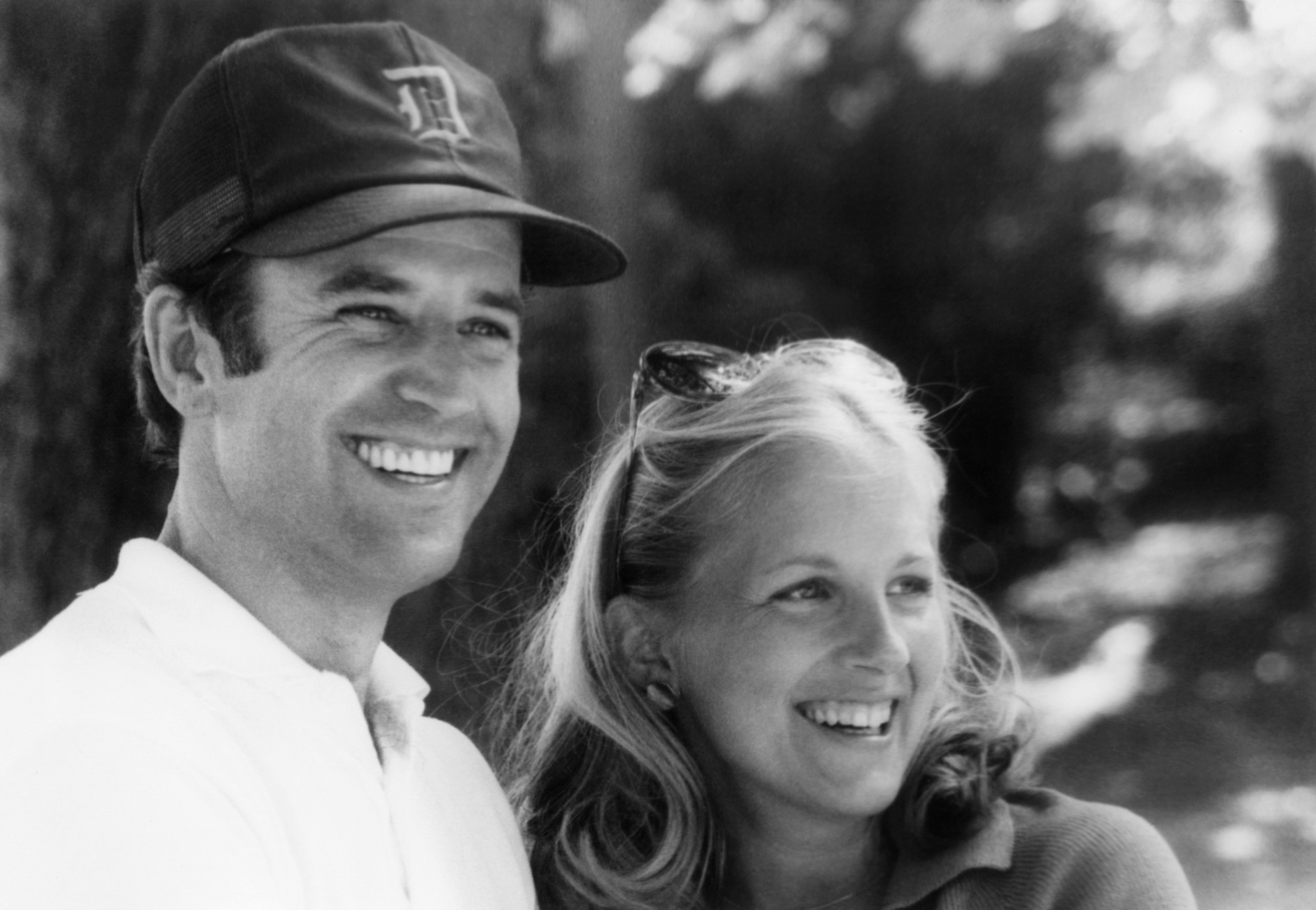
Байден із другою дружиною Джилл за молодих років

1972 року обраний до Сенату США від Демократичної партії завдяки енергійній передвиборчій кампанії, випередивши на 1,4 % голосів популярного республіканського кандидата Кейла Боґґса (Cale Boggs). Незабаром після перемоги Байдена на виборах його дружина Нейлія Гантер (Neilia Hunter Biden), з якою він познайомився під час навчання в юридичному коледжі, і дочка Наомі Христина (Naomi Christina) загинули в автомобільній катастрофі, а сини Джозеф Байден III (Joseph Biden III) і Роберт Гантер (Robert Hunter) отримали важкі опіки. Байден хотів відмовитися від місця в Конгресі, та за наполяганням лідера демократів у Сенаті Майка Менсфілда (Mike Mansfield) все ж погодився обійняти цю посаду. Байден був поряд із синами, коли 3 січня 1973 року просто у приміщенні лікарні склав присягу, що зробило його одним із наймолодших сенаторів в історії США при віковому цензі для цієї посади в 30 років.
У Сенаті увійшов до складу комітетів із зовнішньої політики та правової політики і зосередився на змінах законодавства щодо захисту довкілля та захисту прав споживачів. Також закликав до посилення відповідальності уряду за економічну та соціальну політику. 1974 року журнал «Time» заніс Байдена до списку «200 осіб майбутнього». У січні 1975 року Байден увійшов до зовнішньополітичного комітету, а в січні 1977 року став членом юридичного комітету Сенату США.
Байден успішно переобирався в Сенат у 1978 і 1984 роках, за нього віддали голоси 58 і 60 відсотків виборців Делавера відповідно. Байдена вважали хорошим політиком та оратором і називали одним із ймовірних кандидатів на посаду президента США від Демократичної партії на виборах 1984 року.
Популярною стала гостра критика, якій Байден піддав на слуханнях Сенату 1986 року державного секретаря Джорджа Шульца (George Shultz). Байден звинувачував його в підтримці політики апартеїду в ПАР. Також Байден головував на сенатських слухання щодо призначення суддею Верховного суду США Роберта Борка (Robert Bork), кандидатура якого була висунута президентом Рональдом Рейганом, але відкинута Сенатом. Також Байден був одним із головних прихильників створення сенатського комітету зі прав людини та брав участь у складанні акту про захист довкілля.
У 1988 році Байден, як голова сенатського комітету з міжнародних відносин, відвідав Москву на запрошення голови президії Верховної Ради СРСР Андрія Громико. Під час зустрічі вони обговорювали ратифікацію радянсько-американського Договору про ліквідацію ракет середньої та малої дальності.

### Президентські перегони 1988
9 червня 1987 року Байден заявив, що братиме участь на виборах президента США. На той час він очолював юридичний комітет у Сенаті та був популярним як молодий ліберальний політик та експресивний оратор. Байден оголосив про те, що хоче скасувати нововведення епохи Рейгана. Він непогано почав виборчу кампанію та навіть якийсь час лідирував серед кандидатів від Демократичної партії за обсягом зібраних спонсорських коштів (фандрейзинг). Проте восени розкрилися деталі з біографії Байдена: всупереч його запевненням про те, що він був найкращим випускником підготовчої школи, університету та юридичного коледжу, журналісти виявили його справжні результати, які показували, що в нього були погані оцінки. Крім того, під час навчання в юридичному коледжі він був звинувачений у плагіаті.
У вересні 1987 року пресслужба Майкла Дукакіса (Michael Dukakis), іншого кандидата від Демократичної партії, розповсюдила відеозапис, на якому порівнювалися виступи Байдена та чинного лідера Лейбористської партії Великої Британії Ніла Кіннока (Neil Kinnock): з'ясувалося, що Байден копіював багато фраз британського лейбориста. Після цих скандалів 23 вересня 1987 року Байден зняв свою кандидатуру з виборів, оголосивши про те, що його задушила «гіпертрофована тінь минулих помилок».
1988 року в Байдена діагностовано аневризму двох судин головного мозку, в критичному стані він був доставлений у шпиталь, де йому була зроблена термінова операція. Байден зміг повернутися до роботи в Сенаті через 7 місяців після неї.

### Законодавча діяльність

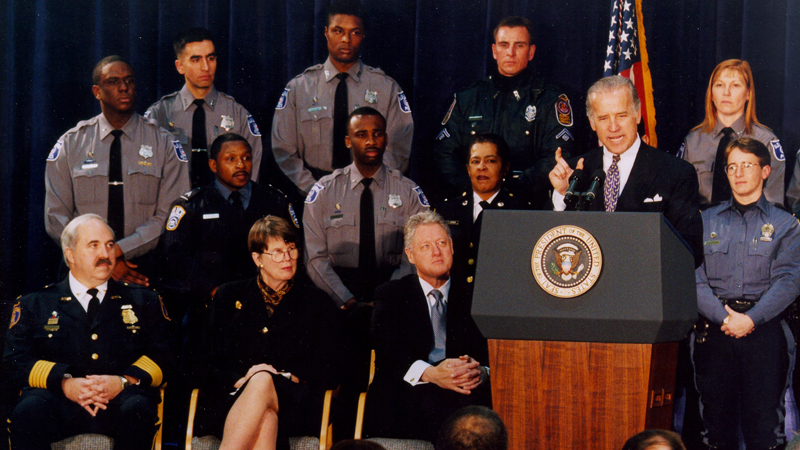
Байден під час виступу з нагоди підписання Закону про боротьбу з насильством та правоохоронну діяльність 1994 року

Байден переобирався в Сенат від штату Делавер в 1990, 1996 і 2002 роках, щоразу набираючи близько 60 відсотків голосів виборців. На посту голови юридичного комітету Сенату Байден був автором багатьох законів, зокрема Закону про боротьбу з насильством та правоохоронну діяльність (Violent Crime Control and Law Enforcement Act of 1994), що збільшив повноваження та фінансування поліції, і що розширило сферу застосування федерального законодавства на противагу законодавствам окремих штатів. Також він був одним з авторів Акту про протидію насильству над жінками (Violence Against Women Act of 1994), прийнятого Сенатом 1994 року й визнаного 2000 року Верховним судом неконституційним.
1997 року став впливовою особою в комітеті з зовнішньої політики Сенату. Позиція Байдена щодо Югославії зіграла велику роль в ухваленні рішень президентом Біллом Клінтоном. Байден першим називав Слободана Милошевича військовим злочинцем, також він запропонував мусульманам-боснійцям почати розслідування воєнних злочинів югославського керівництва і потім був активним прихильником завдання повітряних ударів по Сербії. Байден очолював зовнішньополітичний комітет уперше з середини 2001 до початку 2003 року. На цій посаді, після терактів 11 вересня 2001 року, підтримав військове втручання до Афганістану. Байден вважав допустимим вторгнення до Іраку за умови, що всі дипломатичні шляхи зі зміщення Саддама Хусейна були вичерпані, проте 2002 року він підтримав резолюцію Сенату про військову інтервенцію. Крім того, він виступав проти створення національної протиракетної оборони США (НПРО). У червні 2007 року, після того, як демократи повернули собі більшість у Сенаті, Байден знову став головою зовнішньополітичного комітету. На цій посаді Байден оголосив про те, що підтримує іракський федералізм і хоче розділення Іраку між курдами, шиїтами та сунітами.
Залишаючись членом правового комітету Сенату, Байден став одним з авторів нового закону про кримінальні злочини 2007, що посилив відповідальність за злом комп'ютерів, файлообмін матеріалами, захищеними авторськими правами, і дитячу порнографію. З 2004 року Байден очолював кокус (неформальне об'єднання конгресменів) по боротьбі з наркотиками, був автором законів про посилення відповідальності за розповсюдження та застосування кетаміну, флунітразепаму й «екстазі». Також Байден був серед авторів закону про підвищення доступності вищої освіти в США та нового законодавства про безпеку на залізницях.
2004 року відмовився від участі на виборах президента, і, коли його ім'я було назване серед ймовірних кандидатур напарника Джона Керрі, він порадив кандидатові від демократів взяти за віцепрезидента республіканця Джона Маккейна.

### Участь у президентських перегонах 2008р.
31 січня 2007 року оголосив про те, що братиме участь у виборах президента США. Його шанси оцінювалися як достатньо невисокі в порівнянні з іншими кандидатами від Демократичної партії: Бараком Обамою і Гілларі Клінтон. Під час виборчої компанії він відкинув пропозицію стати державним секретарем у разі перемоги президента-демократа. Байдену дорікали за те, що він неодноразово робив необережні заяви: зокрема, він назвав Обаму «першим мейнстримовим афроамериканцем», якій «уміє говорити, розумний, акуратний і має добрий вигляд». На кокусах у штаті Айова 3 січня 2008 року Байден посів останнє місце з 1 відсотком голосів і зняв свою кандидатуру.

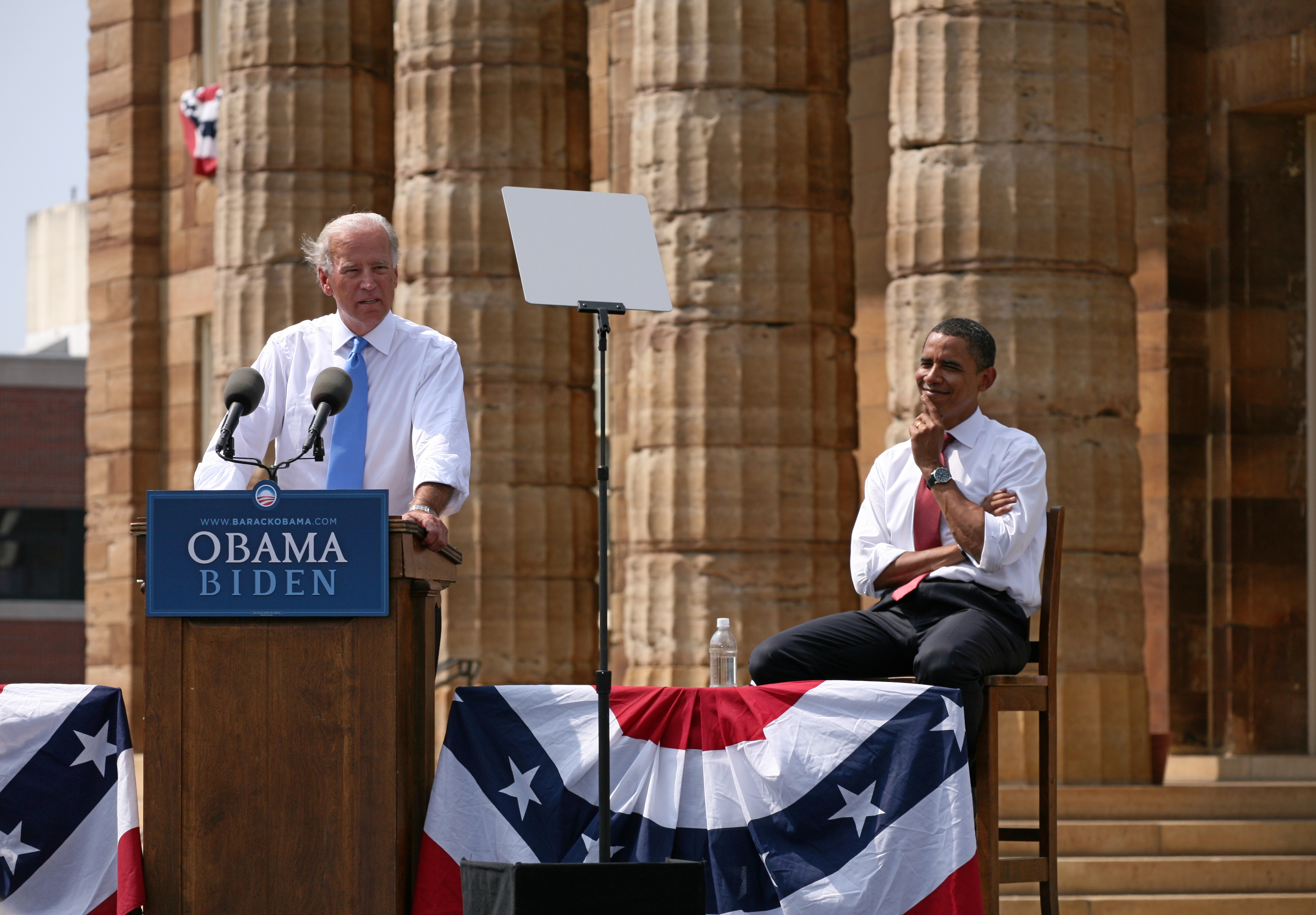
Байден і Обама під час агітації, 2008 рік

Після закінчення бойових дій під час загострення конфлікту в Південній Осетії в серпні 2008 року Байден прилітав до Тбілісі, зустрічався там із президентом Грузії Михеілом Саакашвілі й пообіцяв переконати Сенат США виділити Грузії допомогу в розмірі 1 мільярда доларів.
22 червня 2008 року заявив про те, що не відмовиться від поста віцепрезидента, якщо йому його запропонують. 22 серпня стало відомо, що Барак Обама вибрав Байдена як напарника для проведення президентської компанії, передвиборчий штаб Обами підтвердив цю звістку наступного дня. На думку експертів, Байден був висунутий Обамою як кандидат на посаду віцепрезидента за навички в законотворенні й зовнішній політиці, яких бракувало самому Обамі, а також за те, що він умів взаємодіяти з республіканцями. Крім того, це висунення за задумом Обами мало допомогти схилити на його сторону виборців-католиків. Байдена з призначенням привітав конкурент Обами — Маккейн, з яким Байден багато працював у Сенаті й з яким був солідарний щодо бачення зовнішньої політики щодо Афганістану, Іраку, Пакистану і боротьби з тероризмом. Кандидатури Обами і Байдена були затверджені на з'їзді Демократичної партії 28 серпня.
У вересні 2008 року опублікував відомості про доходи, 2007 року він заробив 319 853, а його дружина — 66 546 доларів. Зроблено це було для того, щоб примусити розкрити відомості про доходи й кандидатку у віцепрезиденти від республіканців — Сару Пейлін.
2 жовтня 2008 року відбулися передвиборчі дебати між Байденом і Пейлін. Ці віцепрезидентські дебати зібрали найбільшу аудиторію телеглядачів в історії і навіть обігнали за популярністю президентські дебати між Обамою і Маккейном. За результатами опитувань, переміг на дебатах Байден.
Обама та Байден здобули перемогу на загальних виборах 4 листопада, набравши голоси 51 % виборців і заручившись підтримкою понад 300 вибірників при 270 необхідних.

### Віцепрезидентство (2009—2017)

#### Перший термін (2009-2013)
Байден склав присягу 20 січня 2009 року та став першим віцепрезидентом родом з Делавера і першим римо-католиком на цій посаді. Загалом, представники адміністрації Обами зазначали, що роль Байдена в Білому домі полягала в тому, щоб виступати як опонент і змушувати інших обґрунтовувати свою точку зору й позицію. Голова адміністрації Білого дому Рам Емануель сказав, що Байден допомагав уникати групового мислення. У своїй офіційній резиденції Байдени підтримували невимушену атмосферу, часто приймаючи в гостях онуків і регулярно відвідуючи свій дім у Делавері.
Він здійснював нагляд за витратами на інфраструктуру в межах пакету стимулювання економіки адміністрації Обами, спрямованого на подолання Великої Рецесії. Зіткнувшись зі зростанням безробіття до липня 2009 року, Байден визнав, що адміністрація "недооцінила серйозність економічної ситуації", однак зберігав упевненість в тому, що вищезазначений пакет створить значно більше робочих місць після пришвидшення темпів виділення коштів. Завершивши виконання цієї ролі у лютому 2011 року, він заявив, що кількість випадків шахрайства з коштами стимулювання становила менше одного відсотка.
У квітні 2009 року, на початку спалаху так званого "свинячого грипу", невдале висловлювання Байдена у відповідь на запитання журналіста змусило Білий дім швидко зробити спростування. Ця заява активізувала розмови про те, що Байден - політик, схильний до обмовок і необережних коментарів. 23 березня 2010 року мікрофон випадково зафіксував, як Байден сказав Обамі, що підписання Реформи охорони здоров'я та захисту пацієнтів — це "чортівськи велика справа".
У травні 2009 року Байден відвідав Косово і підтвердив позицію США, заявивши, що для Косово «незалежність є незворотною». Він зазнав поразки під час внутрішньої дискусії з Державною секретаркою Гілларі Клінтон щодо відправлення 21 тис. додаткових військових до Афганістану, однак його скептицизм цінували, і з часом його погляди набули більшого впливу, коли Обама переглядав свою стратегію щодо Афганістану. Обама доручив Байдену відповідальність за політику щодо Іраку і він став ключовою особою адміністрації для передачі повідомлень керівництву Іраку перед виведенням військ США у 2011 році.
У 2010 році Байден активно агітував за демократів на проміжних виборах, зберігаючи оптимістичний настрій попри негативні прогнози. Після великих успіхів республіканців на виборах, минулі зв’язки Байдена з республіканцями в Конгресі набули більшого значення. Він очолив успішні зусилля адміністрації щодо ратифікації Сенатом договору СНО-III. У грудні 2010 року його прагнення знайти компроміс з лідером республіканської меншості в Сенаті Мітчем Макконнеллом стали ключовими у досягненні податкового пакету адміністрації, який передбачав тимчасове продовження дії податкових пільг часів Буша. Цей пакет було ухвалено як Закон про податкові пільги, продовження страхування на випадок безробіття та створення робочих місць 2010 року.
Обама доручив Байдену очолити переговори з Конгресом під час боргової кризи у США 2011 року.Завдяки його стосункам із Мітчем Макконнеллом було досягнуто ухвалення Закону про контроль за бюджетом 2011 року, який вирішив цю кризу. За деякими повідомленнями, Байден виступав проти проведення операції США у травні 2011 року з ліквідації Осами бін Ладена, побоюючись, що у разі провалу це може негативно вплинути на шанси Обами на переобрання. У 2012 році Байден аргументував необхідність переобрання Обами: «Осама бін Ладен мертвий, а General Motors - живий».
У грудні 2012 року Обама призначив Байдена керівником Робочої групи з питань збройного насильства, створеної для вивчення причин стрілянин у школах та розгляду можливих заходів контролю над обігом зброї після стрілянини в початковій школі Сенді Гук. Пізніше того ж місяця, в останні дні перед тим, як США міг відбутися "бюджетний обвал", знову важливу роль відіграли відносини Байдена з Макконнеллом — саме їхні переговори призвели до ухвалення на початку 2013 року Закону про податкові пільги для американських платників податків 2012 року (American Taxpayer Relief Act).

### Президентські вибори 2020
14 квітня 2020 року колишній президент США Барак Обама підтримав Байдена на виборах президента, 28 квітня Гілларі Клінтон також підтримала його кандидатуру. Противники Байдена на чолі з Дональдом Трампом звинувачують його в ментальній неспроможності керувати країною, хоч не існує жодних доказів, що підтверджували б когнітивні порушення в колишнього віцепрезидента.

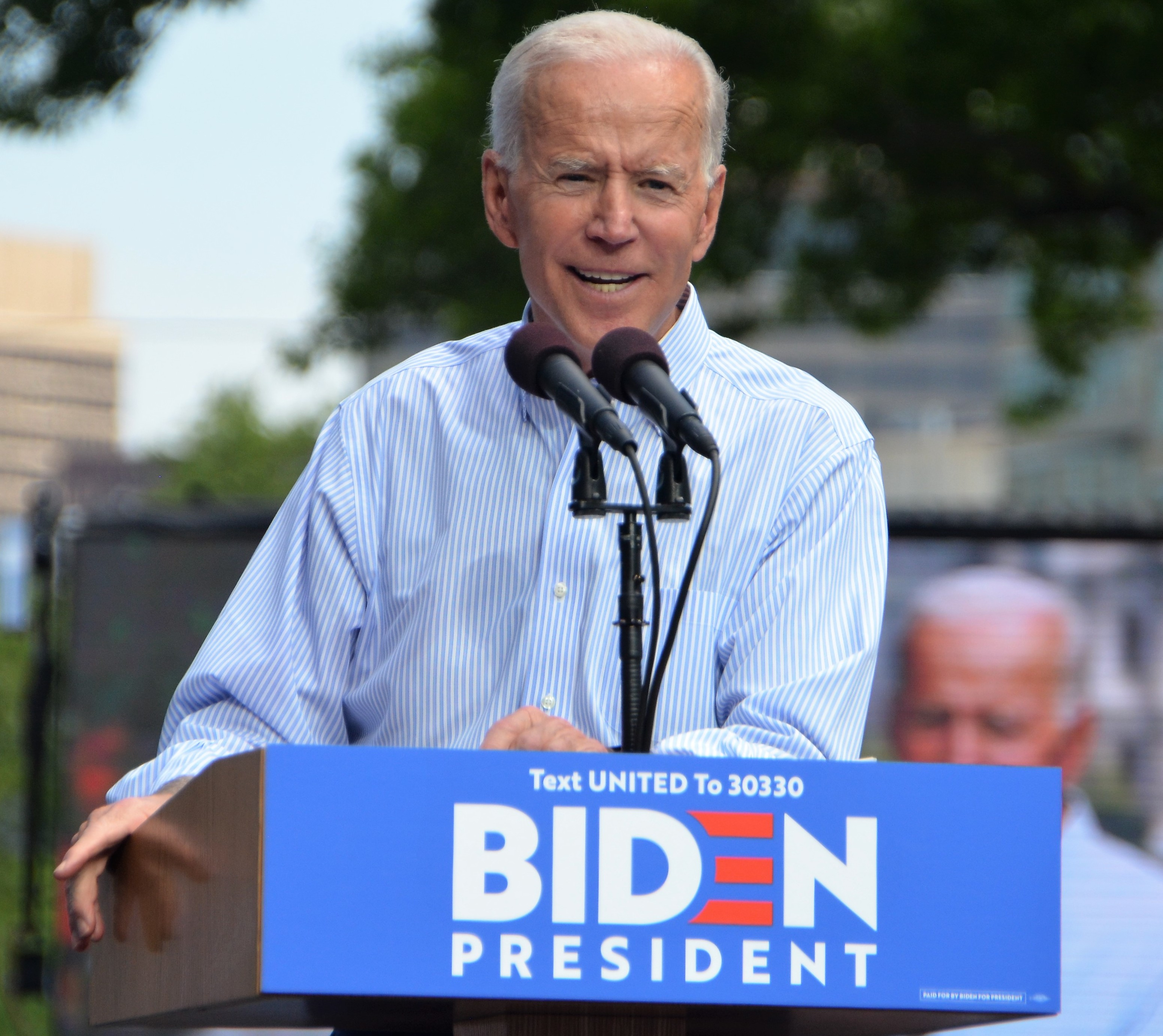
Джо Байден оголошує про участь у виборчих перегонах 2020 року

Згідно з опитуваннями, проведеними на початку травня 2020 року, рейтинг Байдена випереджав чинного президента Дональда Трампа (46 % проти 42 %). Натомість на початку червня розрив у рейтингах збільшився. Згідно з травневими опитуваннями, Байден випереджав Трампа на 10 %. На початку червня розрив у рейтингу кандидатів посилився, склавши 14 % (38 % і 52 %).
6 червня Демократична партія офіційно висунула Байдена кандидатом у президенти на виборах 2020 року. Його підтримали 1995 делегатів.
У липні видання «Економіст» оцінило ймовірність перемоги Байдена на виборах у 91 %. Результати виборів визначатимуться не більшістю голосів виборців, а розподілом голосів у колегії виборників, число яких за того чи іншого кандидата залежить від результатів голосування в конкретних штатах.
21 серпня Байден офіційно погодився стати кандидатом у президенти США від Демократичної партії.
7 листопада аналітики ключових американських медіа оголосили, що Джо Байден переміг Трампа, та є переможцем виборів у США, закріпивши за собою понад 270 голосів виборників. Чинний президент США Дональд Трамп заявив, що вибори далекі від фіналу, а медіаресурси його конкурента Джо Байдена підіграють йому, оголошуючи його переможцем. Американська сенаторка і юристка Камала Гарріс обрана на посаду віцепрезидента разом із Байденом.
13 листопада завершили підрахунок голосів у всіх штатах США. За результатом підрахунку, Джо Байден набрав 306 голосів виборників, а Дональд Трамп — 232 голоси. Інавгурація Байдена Президентом США була запланована на 20 січня 2021 року у Вашингтоні, де напередодні церемонії було введено посилені заходи безпеки.

## Президентство
30 листопада 2020 року стало відомо, що Джо Байден створить команду комунікацій у Білому домі, де ключові посади обійматимуть жінки, а також оголосив про обрання Джен Псакі майбутньою прессекретаркою Білого Дому.
16 грудня лідер республіканців у Сенаті Мітч Макконнелл визнав перемогу Байдена на президентських виборах та закликав своїх колег не заперечувати результатів волевиявлення.
20 січня 2021 року Байден склав присягу як 46-й президент США. На інавгурації Байдена в Вашингтоні чергували понад 20 тис. військовослужбовців, що стерегли порядок.

### Кадрова політика
20 січня 2021 року новим віцепрезидентом вперше в історії стала жінка, колишня сенаторка від Каліфорнії Камала Гарріс.
Держсекретарем при Байдені став 58-річний Ентоні Блінкен. Блінкен є довіреною особою новообраного президента після того, як вони з Байденом разом працювали в комітеті Сенату з міжнародних справ у 2002—2008 роках. Пізніше він працював радником Байдена з питань національної безпеки, коли той був віцепрезидентом за Обами. Як і Байден, Блінкен часто наголошував на важливості міжнародних союзів для США. Передбачається, що він докладе зусиль, щоб уладнати численні дипломатичні суперечки із союзниками США, які виникли за адміністрації Трампа. Переконаний прихильник НАТО. 26 січня Сенат США затвердив Тоні Блінкена держсекретарем США.
Директором ЦРУ став Вільям Бернс, який має стати першим в історії головою Центрального розвідувального управління США з досвідом роботи дипломатом. Його тривала кар'єра в Держдепартаменті США з 1982 до 2014 року означає, що він візьметься за два напрямки, пріоритетні для нової адміністрації: Росію та Іран. 64-річний Бернс працював послом у Росії за президента-республіканця Джорджа Буша-молодшого, а також вважається головною особою, що вела таємні переговори, які проклали дорогу для ядерної угоди Ірану зі світовими державами 2015 року за президентства Обами. Він заявляв, що підтримує відновлення умов цієї знакової угоди, з якої США вийшли зусиллями президента Дональда Трампа. Бернс працював під керівництвом п'яти американських президентів (як демократів, так і республіканців) та добре знається в більшості напрямків зовнішньої політики.
Радником із питань національної безпеки став Джейк Салліван. Йому 44 роки. Він став наймолодшим радником із питань національної безпеки за пів століття. Він уже працював радником із питань національної безпеки новообраного президента новообраного президента, який був віцепрезидентом в адміністрації Обами. Салліван також працював керівником відділу планування політики держсекретарки Гілларі Клінтон та Барака Обами та став одним із найближчих стратегічних радників. Він заявив, що хотів би повернути Іран «назад у коробку», тобто в межі розірваної ядерної угоди, та змусити Тегеран знову дотримуватись її умов.
Міністром оборони став чотиризірковий генерал США у відставці, що служив у армії США понад 40 років Ллойд Остін, який керував скороченням американських військ в Іраку та їх збільшенням в Афганістані і шукав відповідь США на загрозу від екстремістського угруповання «Ісламська держава».
Представницею США в ООН стала 68-річна Лінда Томас-Грінфілд — дипломатка, що працювала на дипломатичній службі близько 35 років, поки її не звільнили з посади. Окрім роботи послом у Ліберії, вона також виконувала багато дипломатичних завдань за кордоном у таких країнах як Пакистан, Кенія та Ямайка.
Міністром юстиції став 68-річний Меррік Гарланд. Він був першим кандидатом колишнього президента США Барака Обами на місце у Верховному суді у 2016 році, на зміну покійному Антоніну Скалії. Але Гарланд не отримав схвалення республіканців у Сенаті, попри тривалий і поважний досвід роботи у федеральному апеляційному суді.
Під час своєї президентської кампанії Байден обіцяв покласти край расовій дискримінації в системі правосуддя за допомогою набору реформ, зокрема скасування смертної кари на федеральному рівні, а також забезпечення відповідальності поліції за будь-які систематичні порушення перед Міністерством юстиції.

### Перші рішення на посаді президента
Відразу після вступу на посаду Байден планував підписати 17 указів. Телекомпанія CNN, виходячи з опису цих указів, стверджує, що 9 із 17 документів будуть присвячені скасуванню раніше ухвалених рішень його попередника, президента Дональда Трампа. Президент США Джо Байден відразу після вступу на посаду має підписати 17 указів, тексти яких вже підготовлені. При цьому йдеться про понад 100 скасованих рішень Трампа, оскільки деякі підписані Байденом документи будуть скасовувати відразу кілька указів його попередника.
Вісім принципово нових рішень Байдена такі:
1. Запустити антикоронавірусну ініціативу «сто днів у масках», яка запровадить вимогу носіння масок та соціальне дистанціювання у федеральних установах і закличе зробити те саме керівництво штатів.
2. Створити посаду координатора з питань протидії COVID-19, відповідального зокрема за виробництво та доставку вакцин.
3. Продовжити до як мінімум до 30 вересня відтермінування виплати студентських боргів.
4. Запровадити заходи для запобігання дискримінації в працевлаштуванні на базі статі або сексуальної орієнтації.
5. Відтермінувати депортацію та продовжити дозвіл на роботу для ліберійців, які втекли до США від режиму, до 30 червня 2022 року.
6. Запровадити захист для тих, хто прибув до США з дітьми (частково це скасовує наміри Трампа скасувати цей захист)[65].
7. Вже в перший день президентства Джо Байден скасував указ Трампа, який забороняв в'їзд у США з кількох переважно мусульманських країн, і призупинив будівництво стіни на кордоні з Мексикою, яку за попереднього президента цілодобово будували до останнього дня.
8. У заяві щодо скасування заборони на в'їзд із країн йдеться, що це було «плямою на нашій національній совісті» і не відповідало «нашій давній історії прийняття людей будь-якого віросповідання — так само, як і людей без релігійної ідентифікації».

Також Байден призупинив процес виходу країни зі Всесвітньої організації охорони здоров'я, розпочатий його попередником. Крім того, він обіцяв скасування запровадженої Трампом заборони на рекрутування в збройні сили трансгендерів і заборони на фінансову допомогу закордонним організаціям, які перешкоджають абортам.

### Перші сто днів президентства
Головним досягненням Байдена за перші сто днів президентства стало розширення постачання вакцин COVID-19 і прискорення імунізації в країні. Від часу вступу Байдена на посаду було вакциновано близько 220 млн осіб, і запасів достатньо з розрахунку на кожного дорослого. Щоденна середня кількість померлих за день скоротилась з більш ніж 4 тисяч до менш як 1 тисячі.
Основні теми президентства Байдена були сформовані під час його звернення до Конгресу 28 квітня. Акцент було зроблено на ролі федерального уряду як у стимулюванні економіки, так і в наданні основних послуг і фінансової підтримки громадян; на боротьбі з расизмом та зміною клімату, модернізації інфраструктури та підвищенні конкурентоспроможності країни. Є також готовність підвищити оподаткування корпорацій і багатих людей, щоб оплатити частину витрат, пов'язаних із здійсненням цих ініціатив.
У плані зовнішньої політики Байден підтримує багатосторонність. Так, він повернув США до Світової організації охорони здоров'я та Паризької хартії з клімату, а його адміністрація працює над перезавантаженням ядерної угоди з Іраном, з якої Трамп вийшов в односторонньому порядку. Адміністрація Байдена вибрала права людини головним критерієм своєї закордонної політики. Байден критикував Росію і особисто Путіна за порушення цих прав. Критики зазнала національна політика Китаю; США наклали санкції на М'янму і опублікували доповідь про відповідальність принца Саудівської Аравії Мухаммеда ібн Салмана за вбивство журналіста Джамаля Хашоґджі.

### Внутрішня політика

#### Економічна політика
Джо Байден був ініціатор ухвалення законопроєкту про «інфраструктуру». Відповідно до цього проєкту, плануються витрати на інфраструктуру у розмірі 1 трлн доларів США.
Законодавство про інфраструктуру, оголошене як міра витрат «раз на покоління», передбачає нові федеральні витрати у розмірі 550 млрд доларів протягом наступних восьми років на модернізацію автомагістралей, доріг та мостів, а також на модернізацію систем міського транспорту та пасажирських залізничних мереж.
В угоді також передбачено фінансування чистої питної води, високошвидкісного Інтернету та загальнонаціональної мережі пунктів заряджання електромобілів.
Це найбільша федеральна інвестиція в інфраструктуру країни протягом останніх десятиліть, яка розглядається як велика внутрішня перемога президента США.
«Ми зробили грандіозний крок уперед як нація», — сказав Байден репортерам. «Ми зробили те, що давно назріло… унікальне вкладення, яке дозволить створити мільйони робочих місць, модернізуючи інфраструктуру, наші дороги, наші мости, широкосмуговий зв'язок та багато іншого».
Він фінансуватиметься кількома способами, включаючи невитрачені кошти на надзвичайну допомогу у зв'язку з пандемією Covid.
15 листопада 2021 року, президент США Джо Байден підписав інфраструктурний план на 1 трлн доларів, виконавши першу частину економічної програми своєї партії, пише CNBC.
Програма передбачає інвестицію 550 млрд доларів у транспорт, зв'язок та комунальні служби. Так, 65 млрд доларів піде на мережу широкосмугового інтернету, на покращення водопроводу та заміну свинцевих труб буде витрачено 55 млрд доларів, 110 млрд доларів піде на будівництво доріг, мостів та інших великих проєктів. 66 млрд доларів — на вантажні та пасажирські потяги, ще 39 млрд доларів — на громадський транспорт.
Також 550 млрд доларів піде на кліматичну політику, зокрема: 50 млрд доларів на підвищення стійкості до стихійних лих, 65 млрд доларів на «зелену» енергетику та мережу і 55 млрд доларів на розширення доступу до питної води.
Фінансування розтягнуто на 5 років, тож деякі з великих проєктів чекатимуть ще місяці або навіть роки.
Оновлення фізичної інфраструктури — це лише частина економічного плану Байдена. 15 листопада 2021 року, він закликав Конгрес ухвалити його другу частину: інвестицію розміром 1,75 трлн доларів у систему соціального захисту та боротьбу зі зміною клімату.
Палата представників планує проголосувати за свою версію законопроєкту вже цього тижні. За словами президента, він «упевнений, що Палата ухвалить проєкт і потім ми ухвалимо його в Сенаті». Він, разом з інфраструктурним планом, змінить життя мільйонів на краще, заявив Байден.
Байден сподівається, що новий план стане його знаковим досягненням і допоможе повернути рейтинг, втрачений через низку проблем, зокрема рекордну інфляцію та тривалу пандемію.

### Зовнішня політика
Відносини з Росією
18 березня 2021 року Джо Байден позитивно відповів на питання ведучого «АВС News» Джорджа Стефанопулоса на питання: Чи є «Путін вбивцею?» Запитання стосувалось розслідування кібератак з боку Росії, та звіту розвідки, за даними якої Кремль втручався в американські вибори. «Ціну, яку він заплатить, ви побачите невдовзі», — сказав президент США щодо російського президента. В. Путін на слова лідера США Джо Байдена відповів фразою «хто обзивається, той так і називається».
26 травня того ж року Байден заявив, що його адміністрація вирішила не застосовувати санкції проти Росії через газопровід «Північний Потік-2», оскільки проєкт майже закінчений, а санкції зашкодять європейським союзникам.
22 січня 2022 р. президент Байден заявив, що існує «чітка ймовірність» вторгнення Росії в Україну наступного місяця. Росія тим часом заявила, що бачить не багато підстав для оптимізму, після того, як США відкинули їх основні вимоги, зокрема — не приймати Україну в НАТО.
Відносини з Німеччиною
15 липня під час зустрічі з канцлером Німеччини Ангелою Меркель підписали документи, що визначають нові формати співпраці між двома країнами. Також керівники держав за підсумками зустрічі підписали «Вашингтонську декларацію». У декларації йдеться про створення «німецько-американського форуму майбутнього» і про «економічний діалог». У декларації зазначено, що США ФРН вважають НАТО ключовим фактором безпеки у Європі й підтверджують прихильність «спільної оборони». Байден також підкреслив, що США та ФРН будуть і надалі «виступатимуть єдиним фронтом для захисту на східному фланзі НАТО проти російської агресії».
Цей візит Меркель до Вашингтону став останнім її візитом до США на посаді канцлера. Також вона стала першою главою уряду європейської держави, запрошеною до Білого Дому після обрання нового президента. Також США пригрозили у разі вторгнення Росії в Україну зупинити будівництво «Припинення Північного Потоку-2», ключового газопроводу, який доставляв би російський газ для Західної Європи.
Американсько-французькі відносини
30 жовтня 2021 року президенти Франції та США вперше зустрілись після скандалу зі зриву багатомільярдного контракту на підводні човни між Францією та Австралією. Зустріч відбулась при французькому посольстві у Ватикані напередодні саміту «Групи двадцяти», що відкрився у Римі 30 жовтня. На зустрічі з Макроном Байден визнав, що дії США у ситуації з підводними човнами були «незграбними». В результаті формування оборонного альянсу між «Aukus» Франція втратила багатомільярдний контракт на дизельні підводні човни, укладений з Канберрою.
У рамках «Aukus» на території Австралії будуватимуть атомні субмарини. У Парижі це назвали «ударом у спину». Це спровокувало безпрецедентну дипломатичну кризу між Вашингтоном та Парижем. За підсумками зустрічі Байден підкреслив, що Сполучені Штати ніколи не мали вірнішого і давнішого союзника, ніж Франція. Президент Франції Е. Макрон, своєю чергою заявив, що Париж і Вашингтон перебувають у процесі відновлення довіри, і тепер «потрібно дивитися у майбутнє».
Політика щодо Афганістану
Президент Байден у перший рік свого президентства підтримав рішення Трампа вивести війська з Афганістану, обіцяючи зробити це до 11 вересня 2021 року. 15 серпня, ісламський фундаменталістський рух «Талібан» захопив владу в країні, взявши Кабул. Це сталося після того, як американці почали вивід військ з Афганістану, а афганські урядові війська фактично не чинили жодного опору талібам. 31 серпня того ж року останній рейс з американськими військовими та дипломатами покинув Афганістан, завершивши майже 20-річну місію США в цій країні. Загалом США і країни-союзники евакуювали з Афганістану понад 122 тисяч мирних жителів. Протягом цієї місії загинули майже 2,4 тисячі американських військових. Крім того, за час бойових дій в Афганістані полягло понад 1,1 тисячі військовослужбовців союзників США, котрі входили в коаліцію. З афганського боку війна коштувала понад 100 тисяч жертв серед цивільного та військового населення.

## Президентські вибори 2024 року
25 березня 2021 року Байден оголосив про плани балотуватися на другий термін. «Мій план — балотуватися на переобрання, це моє сподівання», — сказав політик і додав, що нинішня віцепрезидент США Камала Гарріс стане його партнеркою в разі балотування на новий термін.
25 квітня 2023 року оголосив про висунення своєї кандидатури на другий термін.
Під час виборів Байден стикнувся із широкими сумнівами щодо того, чи рівень його когнітивного та ментального здоров'я дозволить йому ефективно виконувати обов'язки президента протягом наступних чотирьох років. Ключовою подією стали перші дебати між Байденом та його конкурентом, кандидатом від Республіканської партії Дональдом Трампом, 27 червня 2024 року. Невдалий виступ Байдена на дебатах, як-то його періодична нездатність чітко формулювати думки, призвів до того, що низка високопосадовців від Демократичної партії закликали Байдена знятися з виборів. Станом на кінець червня 2024 року майже три чверті американців сумнівалися, що Байден здатен бути президентом.
Байден спочатку наполягав, що залишиться кандидатом на виборах, однак зрештою 21 липня 2024 року знявся з перегонів та підтримав віцепрезидентку Камалу Гарріс як кандидатуру від демократів. У листопаді 2024 року Камала Гарріс програла загальні вибори Дональду Трампу.

## Оцінка президентства
За підсумками перших ста днів Джозефа Байдена на посаді президента два масштабні опитування, показали, що американці загалом підтримують політику президента. Опитування, проведене спільно Washington Post та ABC виявило, що 52 % американців позитивно оцінюють діяльність Байдена, а 42 % незадоволені його діями. Опитування NWC News вказують на 53 % та 39 % відповідно. Рівень підтримки Байдена — нижче за середній для 14 останніх американських президентів після перших 100 днів на посаді. З 1945 року, після перших 100 днів, рейтинг був нижчий лише у Дональда Трампа — 42 % у 2017 році та Джеральда Форда — 48 % у 1947 році. Рейтинг останнього знизився через його непопулярне рішення помилувати Річарда Ніксона.
Опитування показало, що рівень підтримки Байдена з подолання пандемії достатньо висока — на рівні 65 %, а от імміграційну політику президента США підтримують лише 39 % американців. АВС вважає партійну приналежність значним фактором у рейтингу Байдену. Так, лише 13 % республіканців схвалювали роботу Байдена на посаді, що відповідає рівню підтримки, який давали демократи Трампу у перші сто днів. Опитування NBC News виявило, що Байден має підтримку 90 % демократів, 61 % безпартійних виборців і лише 9 % республіканців.
У травні 2022 року опитування «Reouters|Ipsos» показало, що рівень підтримки Байдена знизився до 36 %. На ознаку ослаблення ентузіазму серед демократів рейтинг схвалення Байдена в його власній партії впав до 72 % з 76 % попереднього тижня. Лише 10 % республіканців схвалюють його роботу на посаді.
Соцопитування, яке було проведене з 2 по 6 вересня показувало, що якби вибори відбулись 2022 року, за Байдена проголосували б 48 % виборців, тоді як за Трампа — 42 %.
Утім, одразу по завершенню президентства Байдена оцінки його політичної спадщини стали більш негативними. Значна частина критиків зсередини партії Байдена звинувачують його у помилковому рішенні балотуватися на президентських виборах 2024 року попри його вік та когнітивний стан, стверджуючи, що його рішення знятися з виборів було прийнято занадто пізно для того, щоб Демократична партія перемогла на президентських виборах, і відтак дії Байдена посприяли поверненню до влади Трампа.

## Особисте життя
2008 року був одним із найдосвідченіших сенаторів, пробувши на посаді представника від Делаверу 35 років. З вересня 1991 року він посідав посаду ад'юнкт-професора в школі правознавства при Вайденерському університеті, читав лекції з права. Байден був прихильником заборони носіння зброї цивільними особами, підтримував державне фінансування джерел альтернативної енергії. У серпні 2007 року Байден випустив книгу мемуарів «Обіцянки, які потрібно виконувати: у житті і в політиці» (англ. «Promises to Keep: On Life and Politics»).
Журналісти відзначали його демократичність: весь час своєї роботи в Сенаті він їздив із дому на роботу на електропоїзді. Байден завжди заявляв про свою строгу прихильність католицькій вірі й обіцяв «заткнути чотки в пасок будь-якому республіканцеві, який посміє дорікнути йому в маловір'ї». З річним доходом у 300 тисяч доларів він входить до числа найменш багатих сенаторів США.
Наприкінці 1972 року перша дружина Джо Байдена Нейлія і їхня дочка Наомі загинули в автокатастрофі. Сини Бо і Гантер теж знаходилися в машині і отримали серйозні травми, але вижили, і турбота про них стала першочерговою для Байдена.
Байден одружився вдруге. Через кілька років після загибелі першої дружини, 1977 року, Байден одружився з Джилл Трейсі Джекобс (Jill Tracy Jacobs). Джилл Трейсі — професор англійської мови в Технічному громадському коледжі Делавера, з 1993 року вона очолює Байденське товариство з боротьби з раком грудей. У Байдена й Джилл Трейсі є дочка — Ешлі (Ashley). Старший син сенатора від першого шлюбу Джозеф Байден III (1969—2015) був генеральним прокурором штату Делавер і членом Демократичної партії. З 2008 року він оголосив про відхід на службу капітаном в Армійську національну гвардію від Делавера як генеральний суддя-адвокат, а також про свій намір служити в Іраку. Бо Байден помер від раку мозку в травні 2015 року. Другий син сенатора Роберт Гантер Байден 2006 року ввійшов до ради директорів американської залізничної компанії AMTRAK, у 2014—2019 роках входив до Ради директорів найбільшого приватного газодобувача в Україні «Бурісма Холдингс». Дочка Ешлі є соціальною працівницею. Крім того, у Байдена п'ятеро внуків: Наомі (Naomi), Фіннеґан (Finnegan), Роберта Мабель (Roberta Mabel), Наталі (Natalie) і Роберт Гантер (Robert Hunter).
18 липня 2024 року, за повідомленням CNN та NBC News, Президент США Джо Байден отримав позитивний тест на коронавірус Covid-19, отримав першу дозу противірусного засобу та самоізолювався у своїй резиденції на узбережжі Атлантичного океану.
У травні 2025 року під час планового медичного огляду Байдену було поставлено діагноз агресивного раку простати з метастазами в кістки. Його медична команда заявила, що рак чутливий до гормонів, і варіанти лікування переглядаються.

## Джо Байден і Україна

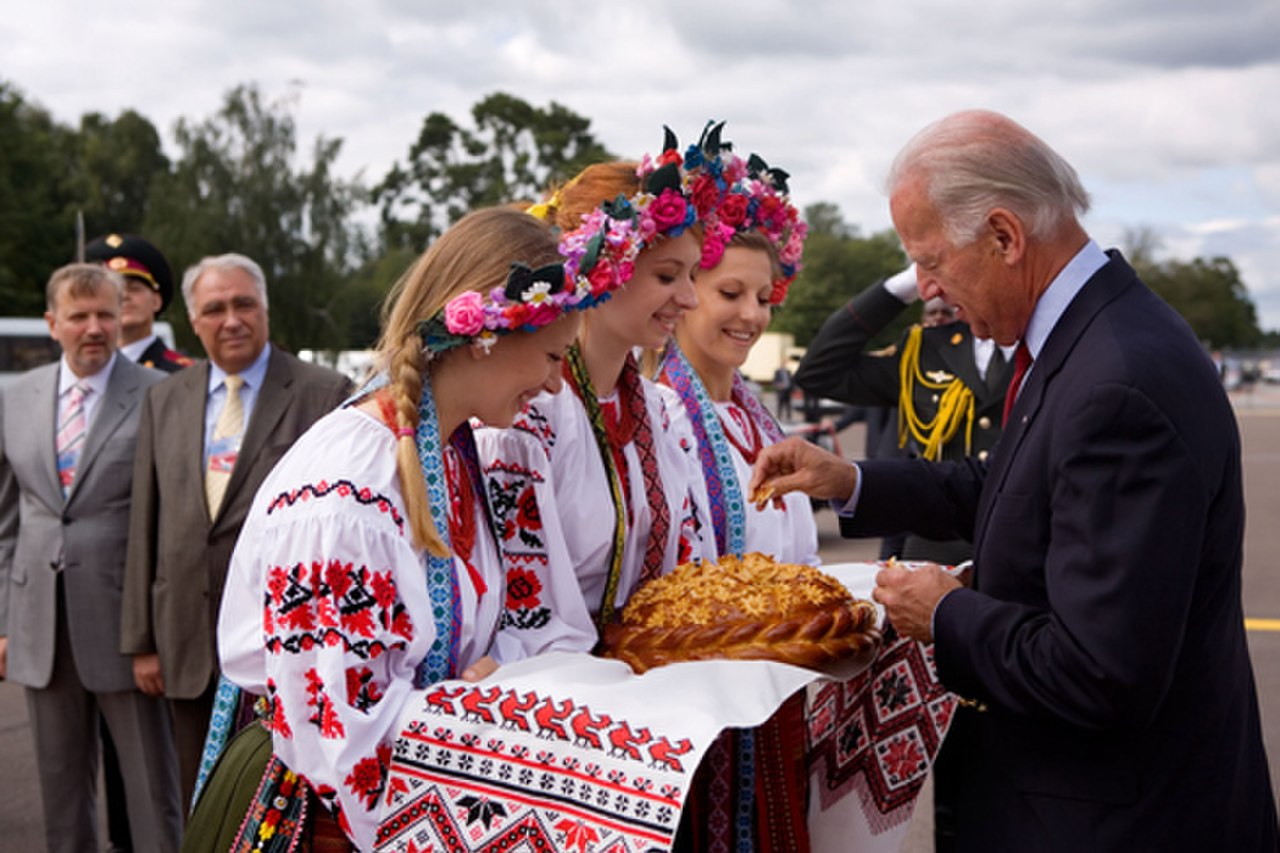
Під час зустрічі Джо Байдена в Києві, 2009 рік

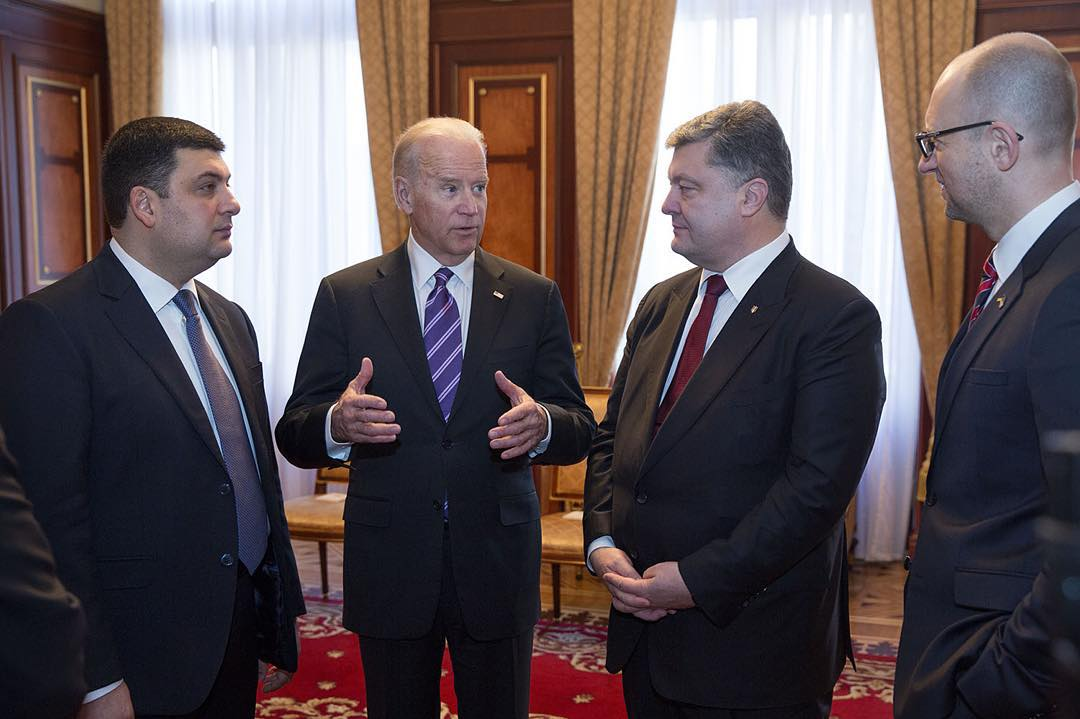
Джо Байден з українськими лідерами в грудні 2015 року

1991 року в Сенаті США відстоював позицію щодо необхідності роззброєння України.
20—22 липня 2009 року відвідав Україну з робочим візитом. Під час переговорів президента України Віктора Ющенка та віцепрезидента США Джозефа Байдена домовлено створити Українсько-Американську Комісію зі стратегічного партнерства, перше засідання якої мало відбутися восени 2009 року.
21 квітня 2014 року прибув до Києва, щоб підтвердити підтримку нинішньому урядові України з боку Вашингтона.
Очолив Делегацію США на інавгурації новообраного президента України Петра Порошенка 7 червня 2014 року.
7 грудня 2015 року Джо Байден прибув в Україну з дводенним візитом. 8 грудня він виступив у Верховній Раді.
У вересні 2016 року був впевнений, що Україна колись «надасть особливий статус Донбасу».
У січні 2018 року Джо Байден заявив, що генпрокурора в Україні звільнили на його вимогу й назвав його «сучим сином», очевидно маючи на увазі Віктора Шокіна.
У жовтні 2020 року Байден пообіцяв надати Україні летальну зброю та допомогти боротися з корупцією в разі своєї перемоги на виборах президента США.
У січні 2021 року після перемоги на виборах Джо Байден під час телефонної розмови з президентом РФ В. Путіним прямо заявив про відкриту агресію Росії проти України, тоді як у Кремлі були не згодні з таким формулюванням.
У лютому 2021, на спеціальній сесії Мюнхенської конференції з безпеки, заявив, що підтримка територіальної цілісності України має величезне значення для Європи і США.
26 лютого Байден заявив, що його країна ніколи не визнає анексію українського півострова Крим Росією і США разом з Україною протистоятимуть агресивним діям РФ.
2 квітня 2021 року Байден провів першу після обрання президентом США розмову із президентом України Володимиром Зеленським. Глави держав обговорили повідомлення про накопичення російських військ на сході України та зусилля Зеленського щодо боротьби з корупцією.
16 березня 2022 р. президент Байден повідомив, що вже цього тижня США передадуть Україні 800 систем ППО. Допомога зросте ще на 800 млн дол.
25 березня у Польщі Байден під час свого візиту до польського Жешува, що поблизу українського кордону назвав Путіна військовим злочинцем. «Сполучені Штати виділять понад 1 мільярд доларів гуманітарної допомоги. Вона буде призначена для людей, які стали біженцями, які постраждали від війни в Україні», — заявив Джо Байден.
9 травня США вдруге в історії запровадили ленд-ліз для України. Тепер для України. Це прискорить доставлення військової допомоги Україні. 21 травня президент Байден підписав закон про виділення Україні додаткові 40 мільярдів доларів на військову та гуманітарну сферу.
23 грудня 2022 року президент Байден підписав оборонний бюджет США на наступний рік з рекордними 858 млрд доларів, у якому закладена допомога і для України. В бюджет заклали на 45 млрд доларів більше, ніж пропонував Байден. Бюджет передбачає збільшення зарплатні для військових. фінансування закупівлі зброї, підтримка Тайваню, якому загрожує Китай, та 800 мільйонів військової підтримки Україні для відсічі агресії РФ.

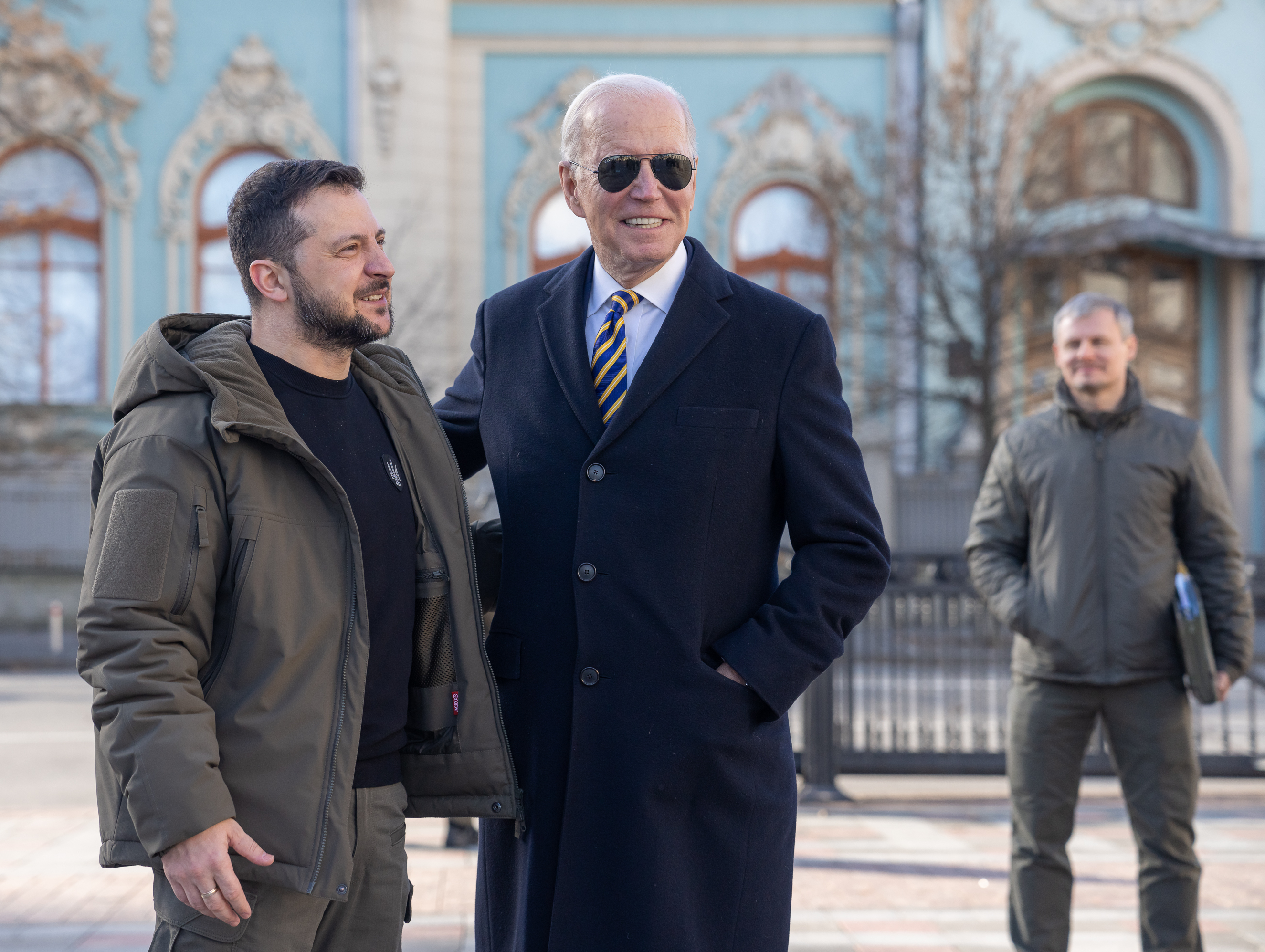
Джо Байден з Президентом Володимиром Зеленським у Києві 20.02.2023

6 січня 2023 року стало відомо, що США виділили Україні новий пакет підтримки у сфері оборони на суму понад 3 мільярди доларів. Пакет допомоги включатиме бронетранспортери, самохідні гаубиці, ракетне озброєння, боєприпаси та іншу військову допомогу. Це найбільший пакет допомоги, наданий Україні. 225 мільйонів доларів призначені на модернізацію української армії.

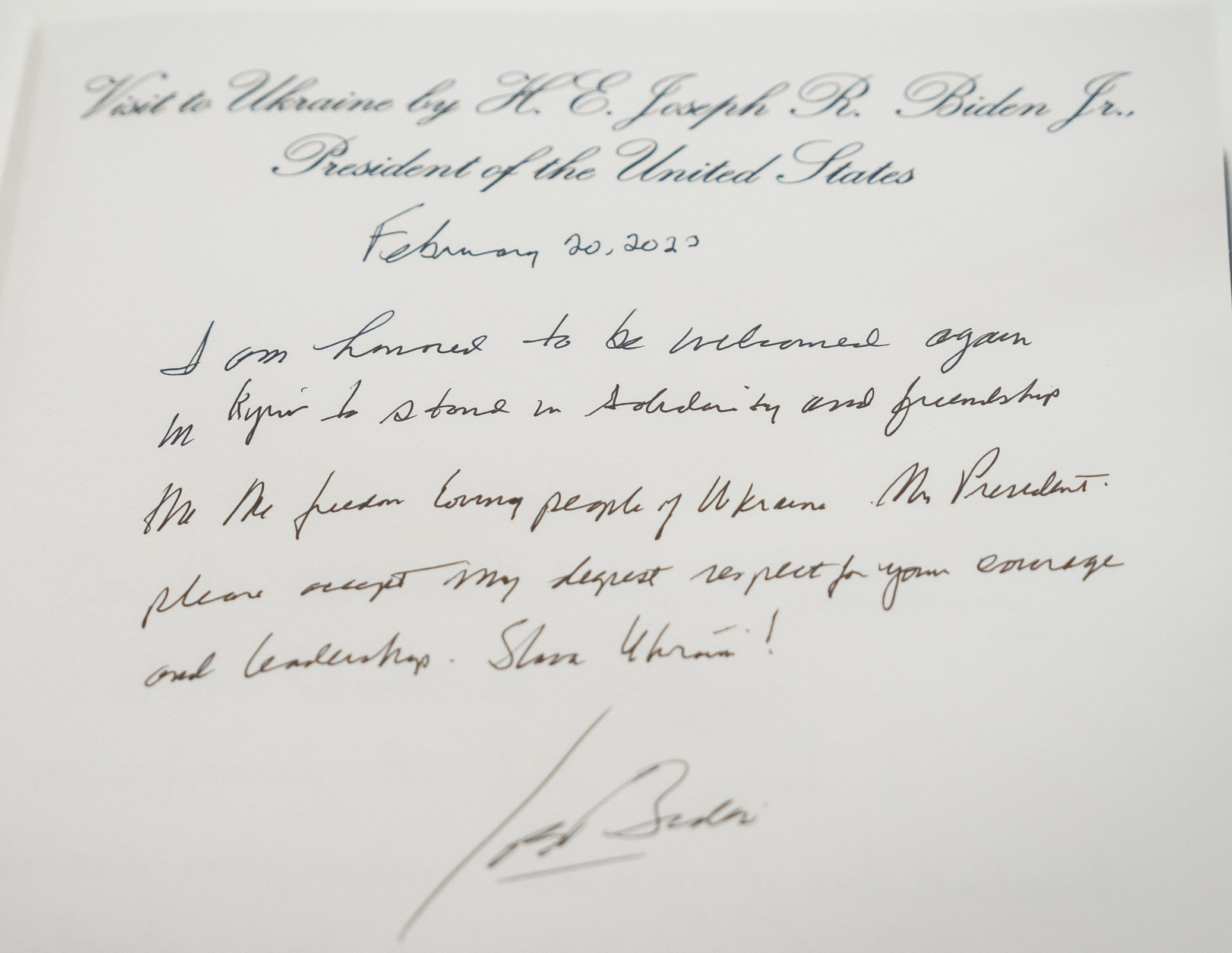
Пам'ятний напис залишений Джо Байденом у гостьовій книзі Маріїнського палацу. «У записі Байден написав що він радий через те, що повернувся до Києва та висловив свою солідарність з українським народом.»

20 лютого 2023 року Джозеф Байден прибув з неоголошеним візитом до Києва.
7 жовтня 2023 року президент США Джозеф Байден запропонував надати Україні $100 млрд. Цього має вистачити приблизно на 2 наступні роки.

### Кримінальні провадження
27 лютого 2020 року стало відомо, Що на підставі заяви колишнього Генерального прокурора України Віктора Шокіна від 28 січня 2020 року, в котрій він звинувачував Джо Байдена в діях, що привели до свого звільнення з посади в квітні 2016 року та причетності до спроби отруїти його ртуттю в 2009 році, Державним бюро розслідувань стосовно Байдена було відкрито кримінальне провадження за статтею 344 Кримінального кодексу України (втручання в діяльність державного діяча), яке згодом було направлено до Печерського управління поліції міста Київ.
10 листопада 2020 року агентством «Укрінформ» було повідомлено, що 23 вересня 2020 року Національна поліція України вирішила закрити кримінальне провадження за статтею 344 через відсутність складу злочину.
22 січня 2021 року, на третій день після інавгурації Джо Байдена на посаді президента Сполучених Штатів Америки, за заявою народного депутата України від Партії регіонів Андрія Деркача рішенням Печерського суду міста Києва відкрито ще дві кримінальні справи проти Джо Байдена та п'ятого президента України Петра Порошенка за тим самим звинуваченням у втручанні в діяльність колишнього Генерального прокурора України Віктора Шокіна.
Згодом, за повідомленням Іллі Новікова і Ігоря Голованя, адвокатів Петра Порошенка, кримінальні провадження терміново закрили, а 1 лютого 2021 року апеляційна палата Вищого антикорупційного суду України (ВАКС) остаточно підтвердила їх закриття.

## Скандали
9 квітня 2020 року колишня помічниця Байдена Тара Рід звинуватила його в сексуальному насильстві. За її даними, це сталося 1993 року в підвалі офісного будинку Капітолія США, коли Байден був сенатором. До цього Тара заявляла про «недоречні дотики», але не говорила, що це було насильство. Тогочасні співробітники Байдена не підтвердили заяви Рід, заявивши, що подібна поведінка була не характерною для нього. Крім цього, багато хто зі співробітників не зміг згадати, щоб Рід працювала з ними.
12 вересня 2023 року, як повідомила телерадіомовна компанія BBC, Палата представників Конгресу США анонсувала початок офіційного розслідування щодо імпічменту американського президента Джо Байдена. Про це заявив спікер Палати представників, республіканець Кевін Маккарті. За його словами, розслідування буде зосереджене на «звинуваченнях у зловживанні владою, перешкоджанні та корупції» щодо президента США. Спікер Палати представників сказав, що існують «серйозні та перевірені» звинувачення щодо поведінки президента й нібито всі ці звинувачення «малюють картину корупційної культури». Якщо ж більш конкретизувати, то, за словами Маккарті, розслідування зосередиться на тому, чи отримував Байден вигоду від ділових угод свого сина Хантера Байдена, який перебуває під федеральним розслідуванням щодо можливих податкових злочинів, пов'язаних з його іноземними бізнес-інтересами.

## Цікаві факти
25 вересня 2023 року, згідно з повідомленням видання The Hill, собака президента Сполучених Штатів Америки Джо Байдена на прізвисько Командор вкусив ще одного співробітника Секретної служби. Як повідомляється, дворічний пес породи німецька вівчарка, за чотири місяці поточного року, став винуватцем щонайменше 7 інцидентів зі співробітниками Білого дому.

## Нагороди
- Маріїнський Орден Хреста 1-го ступеня (Естонія, 2004)[129];
- Орден Пакистану із зіркою (Пакистан, 2009)[130];
- Орден Перемоги імені Святого Георгія (Грузія, 2009)[131][132];
- Орден Трьох зірок 2-го ступеня (Латвія, 2011)[133];
- Медаль зобов'язань Іраку (Ірак, 2011)[134];
- Орден Свободи (Україна, 23 серпня 2017) — за вагомий особистий внесок у зміцнення міжнародного авторитету Української держави, популяризацію її історичної спадщини і сучасних надбань[135];
- Президентська медаль Свободи (2017)[136].